# Picramnia bullata
Espèce
Statut de conservation UICN

 VU D2 : Vulnérable
Picramnia bullata est une espèce de plantes de la famille des Picramniaceae.

## Publication originale
- Brittonia 42(3): 171–174. 1990.